# Prêmio Guarani de Cinema Brasileiro 1998
O Prêmio Guarani de Cinema Brasileiro de 1998 é a terceira edição do Prêmio Guarani, organizada pela Academia Guarani de Cinema. Os indicados foram selecionados de sete produções nacionais exibidas comercialmente no ano de 1997. Nesta terceira cerimônia, houve um acréscimo de uma nova categoria: melhor filme estrangeiro, destinado às produções internacionais que ficaram em cartaz por pelo menos uma semana no Brasil. Nesta edição, não houve premiação na categoria revelação do ano.

## Vencedores e indicados
Os vencedores estão em negrito, de acordo com o site Papo de Cinema:
| Melhor Filme | Melhor Direção |
| --- | --- |
| - O Que É Isso, Companheiro? – Lucy e Luiz Carlos Barreto - Anahy de las Misiones – Monica Schmiedt - Guerra de Canudos – Mariza Leão - Pequeno Dicionário Amoroso – Marc Beauchamps, Bruno Wainer e Sandra Werneck                          | - Bruno Barreto – O Que É Isso, Companheiro? - Beto Brant – Os Matadores - Sandra Werneck – Pequeno Dicionário Amoroso - Sérgio Rezende – Guerra de Canudos - Sérgio Silva – Anahy de las Misiones                                                                |
| Melhor Atriz | Melhor Ator |
| - Araci Esteves – Anahy de las Misiones como Anahy - Andréa Beltrão – Pequeno Dicionário Amoroso como Luiza Melo - Cláudia Abreu – Guerra de Canudos como Luíza - Fernanda Torres – O Que É Isso, Companheiro? como Maria                    | - Paulo Betti – Guerra de Canudos como Zé Lucena - Chico Diaz – Os Matadores como Múcio - Cláudio Marzo – O Homem Nu como Sílvio Proença - Pedro Cardoso – O Que É Isso, Companheiro? como Paulo                                                                  |
| Melhor Atriz Coadjuvante | Melhor Ator Coadjuvante |
| - Marieta Severo – Guerra de Canudos como Penha - Cláudia Abreu – O Que É Isso, Companheiro? como Renée - Maria Padilha – Os Matadores como Isabel - Mônica Torres – Pequeno Dicionário Amoroso como Josefa                                  | - Matheus Nachtergaele – O Que É Isso, Companheiro? como Jonas - Carlos Loffler – Navalha na Carne como Veludo - José Wilker – Guerra de Canudos como Antônio Conselheiro - Tony Ramos – Pequeno Dicionário Amoroso como Barata                                   |
| Melhor Roteiro | Melhor Fotografia |
| - O Que É Isso, Companheiro? – Leopoldo Serran - Guerra de Canudos – Paulo Halm e Sergio Rezende - Os Matadores – Marçal Aquino, Fernando Bonassi, Beto Brant e Victor Navas - Pequeno Dicionário Amoroso – Paulo Halm e José Roberto Torero | - Baile Perfumado – Paulo Jacinto dos Reis - Anahy de las Misiones – Adrian Cooper - Guerra de Canudos – Antonio Luiz Mendes |
| Melhor Figurino | Melhor Trilha Sonora |
| - Guerra de Canudos – Beth Filipecki - Anahy de las Misiones – Kika Lopes - For All: O Trampolim da Vitória – Marília Carneiro e Reynaldo Elias - O Que É Isso, Companheiro? – Emilia Duncan                                                 | - Pequeno Dicionário Amoroso – Ed Motta e João Nabuco - Baile Perfumado – Chico Science, Fred 04, Lúcio Maia, Paulo Rafael e Sérgio Siba Veloso - For All: O Trampolim da Vitória – David Tygel - O Que É Isso, Companheiro? – Pietro Mascagni e Stewart Copeland |
| Melhor Filme Estrangeiro | |
| - Evita – Alan Parker - Caindo no Ridículo – Patrice Leconte - Segredos e Mentiras – Mike Leigh | |